# Gary Sabourin
Gary Bruce Sabourin (* 4. Dezember 1943 in Parry Sound, Ontario) ist ein ehemaliger kanadischer Eishockeyspieler, der im Verlauf seiner aktiven Karriere zwischen 1962 und 1977 unter anderem 689 Spiele für die St. Louis Blues, Toronto Maple Leafs, California Golden Seals und Cleveland Barons in der National Hockey League (NHL) auf der Position des rechten Flügelstürmers bestritten hat. In Diensten der St. Louis Blues nahm Sabourin in den Jahren 1970 und 1971 insgesamt zweimal am NHL All-Star Game teil.

## Karriere
Sabourin verbrachte seine Juniorenzeit zwischen 1962 und 1964 in der Ontario Hockey Association (OHA), wo er zunächst ein Jahr für die Guelph Royals spielte. Mit dem Franchise zog der Stürmer im Sommer 1963 nach Kitchener um, wo es den Spielbetrieb fortan als Kitchener Rangers fortsetzte. In beiden Spielzeiten sammelte er jeweils etwa einen Scorerpunkt pro Einsatz, sodass er am Ende seiner Juniorenkarriere in 95 Einsätzen 90-mal gepunktet hatte.
Im Frühjahr 1964 wechselte der 21-Jährige ins Profilager, wo er der Organisation der New York Rangers aus der National Hockey League (NHL) zugehörig war. Die Rangers setzten Sabourin in den folgenden drei Jahren aber ausschließlich in der Central Professional Hockey League (CPHL) bei ihren Farmteams ein. Dort lief er zunächst zwei Spielzeiten für die St. Paul bzw. Minnesota Rangers auf, danach eine Saison für die Omaha Knights. Mit den St. Paul Rangers gewann er dabei im Jahr 1965 den Adams Cup, während er zwei Jahre später mit den Knights zu den Spielern der im Finale unterlegenen Mannschaft zählte. Mit der Expansion der National Hockey League und der damit verbundenen Aufnahme von sechs neuen Teams in die Liga fand der Kanadier zur Saison 1967/68 den Weg in die NHL. Durch ein Transfergeschäft wurde Sabourin im Juni 1967 mit Bob Plager, Gordon Kannegiesser und Tim Ecclestone zu den St. Louis Blues transferiert, die im Gegenzug Rod Seiling wieder zurück nach New York abgaben, nachdem sie ihn im NHL Expansion Draft 1967 ausgewählt hatten.
In Diensten der St. Louis Blues musste sich der Flügelangreifer seinen Weg in die NHL aber zunächst über das Farmteam Kansas City Blues in der CPHL erarbeiten, ehe er nach seinem ersten NHL-Einsatz Mitte November 1967 ab Anfang Dezember desselben Jahres regelmäßig für St. Louis auflief. Für die folgenden sieben Jahre war er dort Stammspieler und sammelte ab seinem zweiten Jahr stets mindestens 30 Scorerpunkte. In den Jahren 1970 und 1971 nahm er als Vertreter des Franchises am NHL All-Star Game teil. Nach der Spielzeit 1973/74 wurde Sabourin im Tausch für Eddie Johnston zu den Toronto Maple Leafs transferiert.
Bei den Maple Leafs fand der Offensivspieler jedoch keine sportliche Heimat und wurde nach nur einem Jahr mit lediglich 55 Einsätzen erneut zu einem anderen Team geschickt. Im Juni 1975 wurde er im Tausch für Stan Weir an die California Golden Seals abgegeben. Dort absolvierte Sabourin in der Spielzeit 1975/76 mit 49 Scorerpunkten seine beste NHL-Saison. Im August 1976 zog er mit dem Franchise von Kalifornien nach Cleveland im US-Bundesstaat Ohio um, wo er im Trikot der Cleveland Barons seine letzten 33 NHL-Spiele bestritt. Da er aufgrund von Verletzungen zahlreiche Spiele in dieser Saison verpasste, gab er im Sommer 1977 im Alter von 34 Jahren das Ende seiner aktiven Karriere bekannt.

## Erfolge und Auszeichnungen
- 1965 Adams-Cup-Gewinn mit den St. Paul Rangers
- 1970 Teilnahme am NHL All-Star Game
- 1971 Teilnahme am NHL All-Star Game

## Karrierestatistik
(Legende zur Spielerstatistik: Sp oder GP = absolvierte Spiele; T oder G = erzielte Tore; V oder A = erzielte Assists; Pkt oder Pts = erzielte Scorerpunkte; SM oder PIM = erhaltene Strafminuten; +/− = Plus/Minus-Bilanz; PP = erzielte Überzahltore; SH = erzielte Unterzahltore; GW = erzielte Siegtore; 1 Play-downs/Relegation; Kursiv: Statistik nicht vollständig)